# Дијего Салазар
Дијего Фернандо Салазар Кинтеро (шп. Diego Fernando Salazar Quintero; Тулуа, 1. октобар 1980) је колумбијски дизач тегова. Два пута је учествовао на Олимпијским играма, 2004. и 2008. На Олимпијским играма у Атини 2004. није забележио резултат, а четири године касније у Пекингу дошао је до сребрне медаље у категорији до 62кг са подигунтих 305кг. На Светском првенству 2006. освојио је бронзану медаљу. На Панамеричким играма освојио је две златне и једну бронзану медаљу.